# Peter Davison
Cet article possède un paronyme, voir Peter Davidson.
Pour les articles homonymes, voir Davison.
Peter Davison, de son vrai nom Peter Malcolm Gordon Moffett, né le 13 avril 1951 à Streatham, dans le Grand Londres, est un acteur britannique. Il s'est notamment illustré dans de nombreux rôles à la télévision anglaise depuis les années 1970. Il se fait connaître pour son rôle de Tristan Farnon dans la série All Creatures Great and Small et en tenant le rôle du Docteur de la série Doctor Who lors de sa cinquième incarnation de 1981 à 1984. Il est aussi connu pour le rôle de David Braithwaite dans At Home with the Braithwaites et celui d'Henry Sharpe dans Londres, police judiciaire.

## Biographie
Né sous le nom de Peter Moffett à Streatham dans le district de Londres, il va à l'école à la Granton Primary School jusqu'à ce que sa famille parte pour Knaphill dans le Surrey. Durant cette période, Davison est membre d'une compagnie de théâtre intitulée les Byfleet Players. Avant d'être acteur, il complète ses études à la Winston Churchill School de St John's, à Woking dans le Surrey et effectue différents petits travaux à la morgue en tant qu'opérateur d'imprimerie. Davison étudie aussi à la Central School of Speech and Drama. et décroche son premier travail d'acteur et d'assistant de plateau à la Nottingham Playhouse. À cette époque, il décide de prendre le nom de Peter Davison afin qu'on ne le confonde pas avec l'acteur et réalisateur Peter Moffatt (sous la direction duquel il travaille plus tard).
Davison décroche son premier rôle à la télévision en 1975 dans la série de science fiction pour enfant The Tomorrow People. aux côtés de l'actrice américaine Sandra Dickinson qu'il épouse trois ans plus tard. Il joue le rôle d'Elmer, un extra-terrestre arrivé sur Terre avec sa sœur (jouée par Sandra Dickinson) et de leur mère (jouée par Margareth Burton). Toutefois, ce rôle n'est pas suffisant pour en appeler d'autres et Davison finit même par travailler 18 mois dans un centre des impôts à Twickenham au milieu des années 1970.
En 1976, il décroche un rôle de premier plan dans une mini série en 13 parties nommée Love for Lydia où il joue le rôle du rival de Jeremy Irons, qui débutait lui aussi. La série est diffusée sur ITV l'année suivante. En 1978, il se fait un nom en jouant le rôle du jeune et malicieux Tristan Farnon dans la série vétérinaire All Creatures Great and Small. Il avoue plus tard s'être fait engagé dans la série pour sa ressemblance avec l'acteur Robert Hardy dont il devait jouer le frère.
En 1978 et 1980, lui et sa femme composent les génériques de deux séries : Mixed Blessings, une sitcom et Button Moon un programme pour enfants. Ils jouent aussi tous deux le rôle du "repas du jour" dans la version télévisée du Guide du Voyageur Galactique car les producteurs trouvaient drôle que celui qui avait joué un chirurgien vétérinaire joue le rôle d'une vache. Durant cette période, il joue aussi dans de nombreuses sitcoms comme Holding the Fort ou Sink or Swim.

## Doctor Who
En 1980, Peter Davison accepte de jouer le rôle du Docteur dans la célèbre série britannique de science-fiction Doctor Who, succédant à Tom Baker et devenant à 29 ans, l'acteur le plus jeune ayant incarné le personnage (avant que Matt Smith, alors âgé de 26 ans ne le détrône en 2009). Les producteurs espéraient un changement dans le programme en engageant un acteur plus jeune et plus dynamique. Le contrat de Davison était de trois ans et celui-ci ne le renouvela pas par peur d'être prisonnier du rôle. De plus, ce conseil lui était venu de Patrick Troughton qui avait joué le second Docteur à la fin des années 1960,.
Le cinquième Docteur rencontre de nombreux adversaires récurrent de la série comme le Maître, les Daleks (« Resurrection of the Daleks » en 1984) ou les Cybermen (« Earthshock » en 1982). En 1983, il croise aussi trois de ses précédentes incarnations dans l'épisode anniversaire « The Five Doctors. » Finalement, le personnage meurt empoisonné en donnant le seul antidote dont il disposait à sa compagne Peri Brown le 2 mars 1984 dans la 4e partie de l'épisode « The Caves of Androzani » et se régénère en sixième Docteur incarné par Colin Baker.
Toutefois, Peter Davison est réapparu plusieurs fois dans son rôle de Docteur dans des épisodes spéciaux comme « Dimensions in Time » en 1993, le jeu vidéo Destiny of the Doctors en 1997 et dans de nombreuses pièces audiophoniques dérivées de la série. Il réapparaît aussi en 2007 dans le mini-épisode spécial Time Crash aux côtés de David Tennant, jouant à l'époque le dixième Docteur. Assez attaché à la série, Davison effectuera des commentaires audios dans la plupart des sorties DVD des épisodes mettant en scène son personnage.
En 2012, Davison exprime de nombreuses fois son désir de revenir dans l'épisode spécial des 50 ans de la série. Apprenant qu'il n'y fera pas partie il écrit et réalise un court-métrage, co-produit par la BBC, intitulé The Five(ish) Doctors Reboot dans lequel avec ses acolytes Colin Baker (le sixième Docteur) et Sylvester McCoy (le septième Docteur), il tente de s'introduire de gré ou de force sur le tournage de l'épisode spécial. Cette farce inclut de nombreux caméos des anciens acteurs, producteurs, réalisateurs, fans de la série et inclut de nombreux gags liés à l'histoire de Doctor who. Le court-métrage sera diffusé sur le site de la BBC le lendemain de la diffusion de l'épisode spécial.

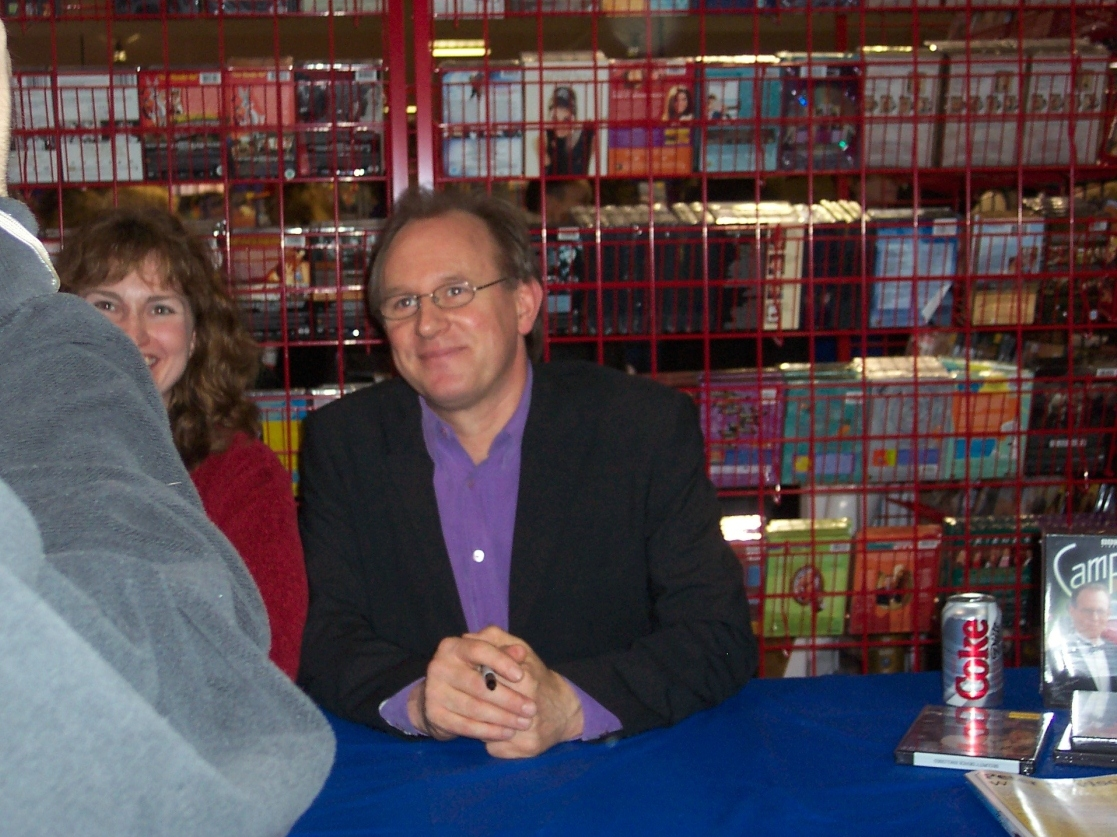
Peter Davison lors d'une convention de fan de Doctor Who

Peter Davison garde un regard critique sur les épisodes de la série classique et a exprimé plusieurs fois son admiration envers la nouvelle série. En 2008, il dit dans une interview que si les scripts de l'ancienne série étaient parfois bons, ils n'étaient pas écrits par des gens qui étaient fans de science-fiction contrairement aux scénaristes qui sont là depuis la reprise de la série en 2005. Dans une interview en 2013, Davison juge que « The Caves of Androzani », « The Visitation » et « Earthshock » sont ses épisodes préférés dans lesquels il a joué et que « Time-Flight » est sa plus grosse déception à cause du manque de budget.

## Carrière aprèsDoctor Who

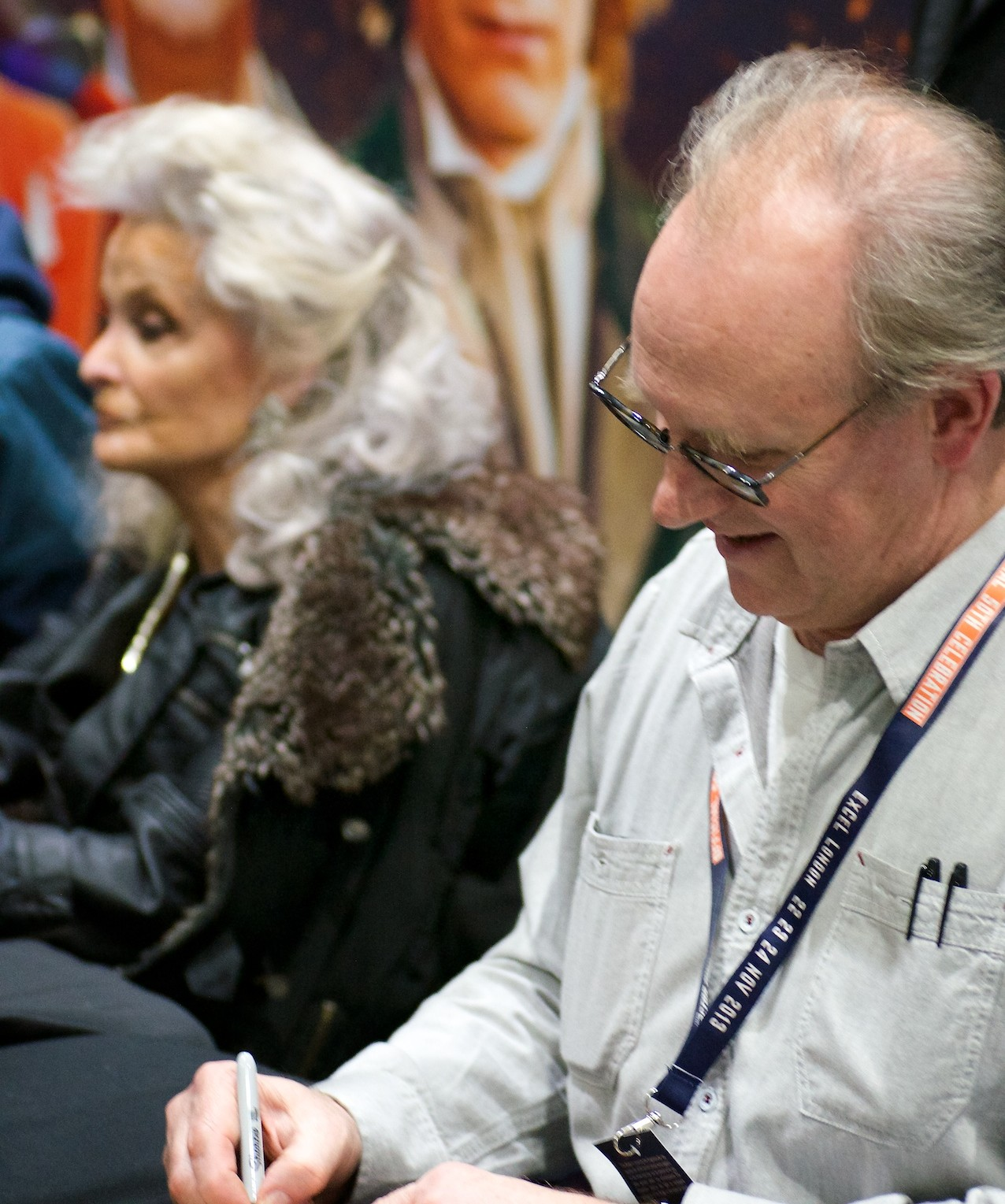
Peter Davison et Kate O'Mara lors des 50 ans de la série Doctor Who.

Après son départ du tournage de la série Doctor Who entre 1984 et 1986, Peter Davison continue de tourner des petits rôles à la télévision, dans des séries comme Anna of the Five Towns, Miss Marple et dans un épisode de la série Magnum se déroulant en Angleterre. Il revient aussi pour un épisode spécial de Noël de All Creatures Great and Small.
Entre 1986 et 1988, Davison joue le rôle du docteur Stephen Daker, un personnage central de la série A Very Peculiar Practice. Écrite par l'écrivain Andrew Davies, l'action se passe dans un centre médical universitaire où Daker est le seul physicien compétent. La comédie durera deux ans et débouchera sur un téléfilm en 1992 intitulé A Very Polish Practice se situant dans un hôpital polonais de l'après-communisme. En 1988, il reprend son rôle de Tristan Farnon dans quatre nouvelles saisons de All Creatures Great and Small même s'il est absent durant 24 épisodes de la fin de série car engagé en 1989 pour jouer le rôle principal de la série Campion, une adaptation des romans policiers de Margery Allingham. Après cela Peter Davison joue successivement dans le téléfilm Harnessing Peacocks (1992) et les sitcoms Fiddlers Three (1991) et Ain't Misbehavin' (1993 et 1995).
En 1995, il présente Heavenly Bodies un programme en six parties sur l'astronomie. Durant quelques années, il enchaîne les petits rôles à la télévision (Jonathan Creek, Hope and Glory , The Mrs Bradley Mysteries)  ou à la radio tout en jouant au théâtre. En l'an 2000, il revient à la télévision et joue le rôle de David Braithwaite un des personnages principaux de la série At Home with the Braithwaites durant 4 saisons. Dans une interview en 2013, il avoue qu'il s'agit d'un de ses rôles préférés. Entre 2003 et 2007, il joue le rôle du détective Dangerous Davies, protagoniste pivot de la série policière The Last Detective. Cette dernière série ne couvrant que peu d'épisodes lui laisse le temps de jouer le personnage principal de Distant Shores où un médecin nommé Bill Shore qui tente de s'acclimater à une nouvelle vie.
En 2007, il joue durant six épisodes dans une sitcom de la BBC, Fear, Stress & Anger aux côtés de sa propre fille, Georgia. En 2007 et 2008, il fait aussi des remplacements dans le rôle du Roi Arthur dans la comédie musicale Spamalot dérivée du film Monty Python : Sacré Graal !. Après un certain nombre de petits rôles dans des séries comme Inspecteur Barnaby, Miranda, Sherlock ou Flics toujours, il devient en 2011 l'un des protagonistes principaux de la série Londres, police judiciaire qui se poursuivra jusqu'en 2014.

## Vie privée
En 1973, à l'âge de 21 ans, Peter Davison se marie à Diane Russell. Il en divorce quelques années plus tard et finit par épouser Sandra Dickinson le 26 décembre 1978. Ils auront une fille Georgia Moffett en 1984 qui deviendra actrice. Davison et Dickinson finiront par divorcer en 1994. En 2003, il épouse sa troisième femme, l'actrice et scénariste Elizabeth Morton. Le couple avait déjà eu deux enfants hors-mariage, Louis (né en 1999) et Joel (né en 2001). Tous apparaissent dans The Five(ish) Doctors Reboot dans leur propres rôles. Tout comme leur père, chacun d'entre eux s'est tourné vers la comédie en débutant au théâtre.
Il est également le beau-père de l'acteur David Tennant, qui a lui aussi incarné le rôle du Docteur et a épousé Georgia Moffett en décembre 2011. Le couple a quatre enfants: Olive (née en 2011), Wilfred (né en 2013), Doris (née en 2015) et Birdie (née en 2019). Georgia Moffet a également un fils né d'une union antérieure, Tyler "Ty" (né en 2002).

## Engagement politique
En 2010, Peter Davison signe une protestation aux côtés de 48 autres artistes mettant en garde les voteurs contre la politique du Parti Conservateur envers la BBC.
En avril 2010, il soutient le Parti travailliste, aux côtés de David Tennant et de Sean Pertwee.

## Filmographie

### Séries
- 1975 : The Tomorrow People (série TV) : Elmer
- 1976 : Love for Lydia (série TV) :  Tom Holland
- 1978 - 1990 : All Creatures Great and Small (série TV) :  Tristan Farnon
- 1980 - 1982 : Holding the Fort (série TV) : Russell Milburn
- 1980 - 1982 : Sink or Swim (série TV) : Brian Webber
- 1981 : Guide du Voyageur Galactique (série TV) : Dish of the Day
- 1981-1984 : Doctor Who (série télévisée) : Le Docteur
- 1986 : Miss Marple (série TV) : Lance Fortescue (1 épisode.)
- 1986 : Magnum (série TV) : Ian Mackerras (1 épisode.)
- 1986-1988 : A Very Peculiar Practice. (série TV) : Dr Stephen Daker
- 1988 : Bizarre, bizarre (série TV) : Jeremy Tyler (1 épisode.)
- 1989-1990 : Campion (série TV) : Albert Campion
- 1991 : Fiddlers Three (série TV) : Ralph West
- 1992 : Harnessing Peacocks (série TV) : Jim Huxtable
- 1993 : Doctor Who (série TV), Dimensions in Time : Le cinquième Docteur
- 1994 : Heartbeat (série TV) : Docteur (1 épisode)
- 1994-1995 : Ain't Misbehavin' (série TV) : Clive Quigley
- 1995 : Heavenly Bodies (série TV) : Lui-même
- 1998 : Jonathan Creek (série TV) : Stephen Claithorne
- 1998 : The Mrs Bradley Mysteries (série TV) : Inspecteur Henry Christmas (3 épisodes)
- 1999 : Hope and Glory (série TV) : Neil Bruce (1 épisode)
- 2000-2003 : At Home with the Braithwaites (série TV) : David Braithwaite
- 2003-2007 : The Last Detective (série TV) : Dangerous Davies
- 2005-2008 : Distant Shores (série TV) : Bill Shore
- 2007 : Doctor Who (série TV), Time Crash : Le cinquième Docteur
- 2007 : Fear, Stress & Anger (série TV) : Martin Chadwick
- 2009 : Inspecteur Barnaby (série TV) : Nicky Frazer (1 épisode)
- 2009 : Miranda (série TV) : Mr Clayton (1 épisode)
- 2010 : Sherlock (série TV) : Voix du Planétarium
- 2011 : Flics toujours (série TV) : Charles Allenforth (1 épisode)
- 2011 - 2014 : Londres, police judiciaire (Law and Order UK) (série TV) : Le procureur général Henry Sharpe
- 2013 : Inspecteur Lewis  (série TV) épisode Le dernier voyage : Peter Falkener
- 2013 : The Five(ish) Doctors Reboot (TV) : Lui-même
- 2014 : Meurtres au paradis  (série TV) : Arnold Finch (1 épisode)
- 2017 : Liar : La nuit du mensonge (série TV) : Denis Walter (2 épisodes)
- 2022 : Doctor Who (série TV), Le Pouvoir du Docteur : Le cinquième Docteur
- 2023 : Good Omens (série TV) : Job (1 épisode)
- 2023 : Tales of the TARDIS (série TV), Earthshock : Le cinquième Docteur
- 2023 : Murder, They Hope (série TV) :  David (1 épisode)
- 2024 : Beyond Paradise (série TV) : Richard Baxter (3 épisodes)

### Cinéma
- 1999 : Prince noir : Écuyer Gordon
- 1999 : Parting Shots : John
- 2018 : Patrick de Mandie Fletcher : Alan

### Téléfilms
- 1992 : A Very Polish Practice (suite de la série TV A very peculiar practice) : Dr Stephen Daker
- 1994 : Le vent dans les saules épisode spécial Mole’s Christmas (TV) : Taupe (voix-off)

### Théâtre
- 2007 à 2008, Spamalot : Le Roi Arthur